# Anarți

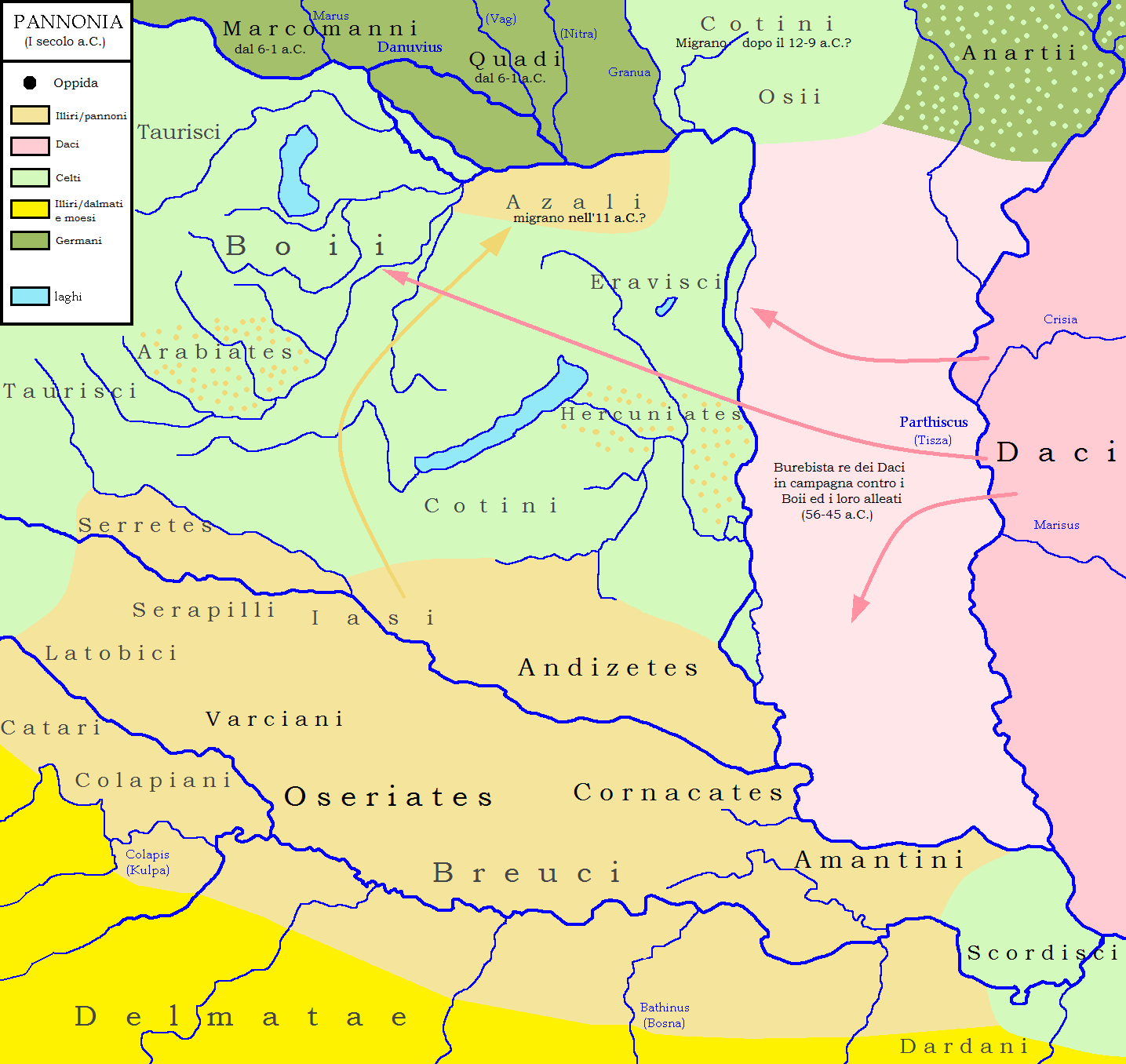
Popoarele din Panonia. Teritoriul anarţilor este vizibil în colţul din dreapta sus.

Anarții, sau "Anartophracti", au fost un trib celtic, cel mai probabil au trăit în Dacia, sau (în funcție de opinii ocazionale) în Slovacia de azi și partea de sud-est a Poloniei.
Ei au fost, probabil, identici sau reprezentau o parte semnificativă a culturii arheologice "Púchov", cu centrul la Zemplin (Slovacia), Bükkszentlászló (Ungaria) și Galish-Lovačka (Polonia).
Tribul a fost menționat pentru prima dată în 10 î.Hr., în “Elogium” de Tusculum. Potrivit lui Tacitus, atât sarmații (azi Polonia) și quazii (astăzi sud-vestul Slovaciei) au luat tribut de la minele de fier al anarților în secolul I d.Hr.. Anarții sunt mai târziu menționați în legătură cu Războaiele Marcomanice: aproximativ 172 d.Hr., ei nu i-au ajutat pe romani în lupta lor împotriva marcomanilor. Pentru a-i pedepsi, Marcus Aurelius i-a mutat (toți?) pe anarți în Pannonia Inferioară, aceasta nu s-a întâmplat mai târziu de 180 d.Hr..
În Commentarii de Bello Gallico, Cezar scrie în cartea VI 25,1: Pădurea Hercynian începe în zona helveților, nemeților și râuracilor și se intinde de-a lungul Dunării până în zonele locuite de daci și anarți.